# Joan Enric Vives Sicília
Joan Enric Vives Sicília (24. července 1949, Barcelona) je bývalý urgellský biskup, a prostřednictvím tohoto úřadu byl mezi lety 2003–2025 také šedesátým pátým spoluknížetem Andorry. V úřadu nahradil Joana Martí i Alanise. Roku 2010 mu byl udělen titul osobního (titulárního) arcibiskupa.

## Život
Narodil se 24. července 1949 v Barceloně, jako třetí syn Francesca Vivese i Ponse a Cornèlie Sicílie Ibáñezové, kteří byli maloobchodníci.
Roku 1965 vstoupil do barcelonského semináře a
studoval humanitní vědy, filosofii a teologii. Dne 24. září 1974 byl ve své rodné farnosti Santa Maria del Taulat v Barceloně vysvěcen na kněze. Na Teologické fakultě v Barceloně získal roku 1976 licentiát z teologie. Poté působil jako profesor katalánštiny na Barcelonské univerzitě. V červenci 1982 na stejné univerzitě získal licentiát z filosofie a vzdělávacích věd. Poté roku 1993 získal doktorát z filosofie.
Po studiích působil jako zakládající člen a poradce Hnutí křesťanské mládeže (1975–1987), formátor (1987–1991) a rektor semináře v Barceloně (1991–1997), sekretář Rady kněží barcelonské arcidiecéze (1978–1989), člen a sekretář Kolegia poradců (1985–1995), sekretář Biskupské rady v Barceloně (1988–1990) a Poradního sboru kardinála Narcíse Jubany i Arnaua (1987–1990), biskupský delegát pro "Spravedlnost a mír" v Barceloně (1978–1993).
Dne 9. června 1993 byl papežem Janem Pavlem II. jmenován pomocným biskupem barcelonské arcidiecéze a titulárním biskupem Nonu. Biskupské svěcení přijal 5. září 1993 z rukou arcibiskupa Ricarda Maríi Carlese Gordóna a spolusvětiteli byli kardinál Narcís Jubany i Arnau a kardinál Antonio María Javierre Ortas.
Funkci pomocného biskupa vykonával do 25. června 2001 kdy byl jmenován biskupem koadjutorem diecéze v Urgellu. Za dva roky 12. května 2003 nastoupil do úřadu biskupa Urgellu, kde nahradil biskupa Joana Martí i Alanise a téhož dne se prostřednictvím tohoto úřadu automaticky stal spoluknížetem Andorry.
Dne 19. března 2010 mu papež Benedikt XVI. udělil titul osobního arcibiskupa.
Dne 12. července 2024, krátce předtím, než Vives dosáhl věku 75 let, kdy byl povinen podat rezignaci, jmenoval papež František Josepa-Lluíse Serrana Pentinata koadjutorním biskupem Urgellu, aby nastoupil po Vivesovi, až bude jeho rezignace přijata.
Vives ve své funkci spoluknížete ještě oficiálně zahájil 27. května 2025 v Andoře Hry malých států Evropy 2025. 31. května 2025 přijal papež Lev XIV. Vivesovu rezignaci, čímž skončilo jeho funkční období jako biskupa Urgellu i spoluknížete Andorry.